# NGC 1111
NGC 1111 је спирална галаксија у сазвежђу Ован која се налази на NGC листи објеката дубоког неба.
Деклинација објекта је + 13° 15' 33" а ректасцензија 2h 48m 39,3s. Привидна величина (магнитуда) објекта NGC 1111 износи 15,2 а фотографска магнитуда 16,0. NGC 1111 је још познат и под ознакама IC 1850, PGC 1426583.